# Courtyard by Marriott

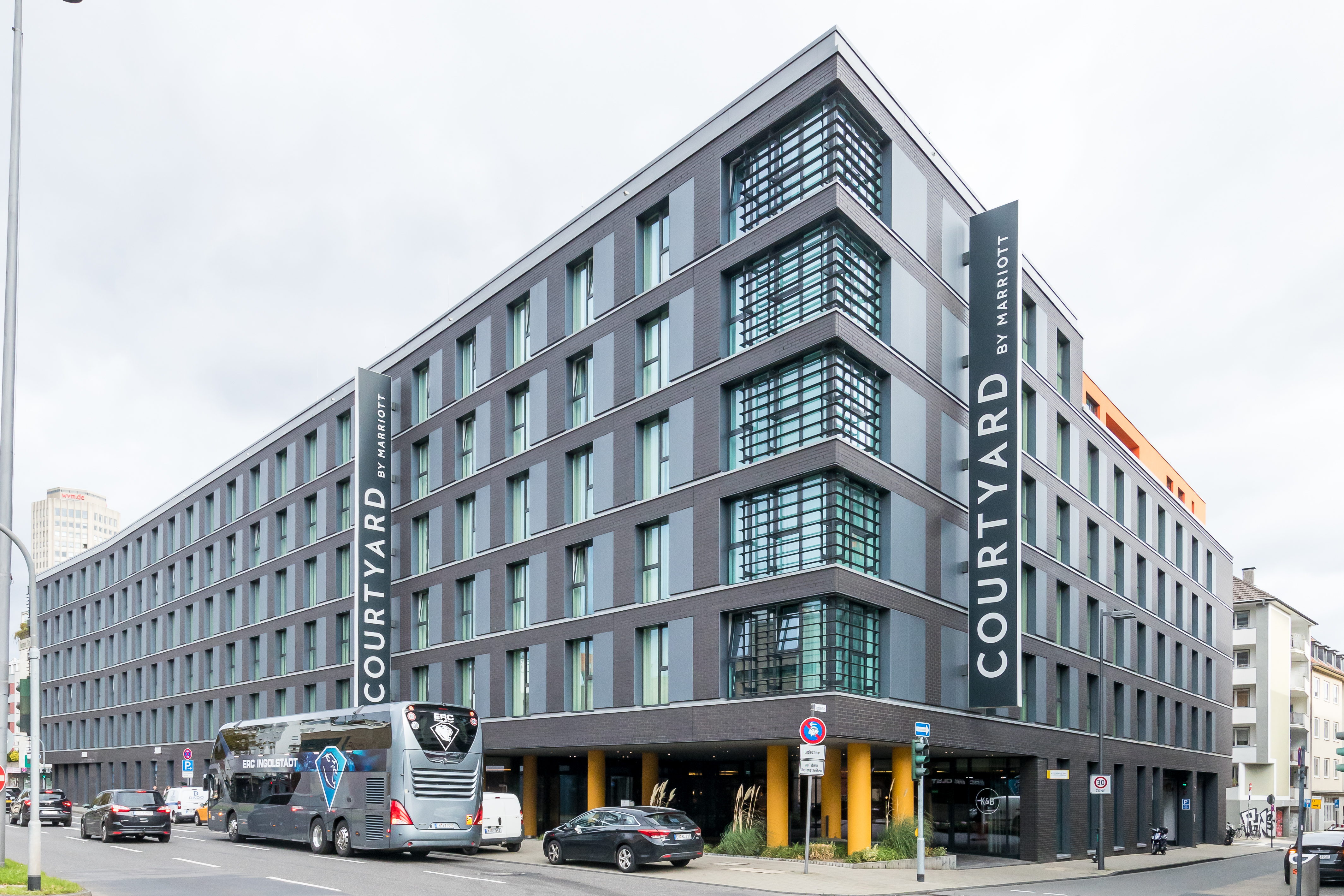
Courtyard by Marriott in Köln

Courtyard by Marriott ist eine Hotelmarke des Konzerns Marriott International.

## Geschichte
Das erste Hotel dieser Marke wurde 1983 eröffnet. Es gibt rund 1000 Hotels dieser Marke, die sich in 46 Ländern der Erde befinden, hauptsächlich allerdings in den Vereinigten Staaten. Das Konzept von Courtyard by Marriott richtet sich vorwiegend an den Bedürfnissen von Geschäftsreisenden aus. Die Zimmer sind daher meist mit Arbeitstischen, Sofas und Internetzugang ausgestattet. Die meisten Häuser dieser Kette verfügen über ein Restaurant sowie über einen sogenannten „24-Stunden-Minimart“, eine Verkaufsstelle, in dem rund um die Uhr Gegenstände des Reisebedarfs, Snacks und Getränke gekauft werden können.

## Hotels im deutschsprachigen Raum
- Deutschland: Berlin (2 ×), Bochum, Bremen, Dortmund, Dresden, Düsseldorf (2 ×), Freiburg im Breisgau, Garching bei München, Hamburg (2 ×), Hannover, Köln, München (2 ×), Weßling-Oberpfaffenhofen, Schwerin, Wiesbaden, Wolfsburg
- Österreich: Linz, Wien
- Schweiz: Basel, Zürich